# Darda
Darda (mađ. Dárda) je općina u Hrvatskoj. Nalazi se u Osječko-baranjskoj županiji.

## Zemljopis
Općina Darda smještena je na jugozapadnom dijelu Baranje uz općine Bilje i Čeminac. Udaljena je desetak kilometara od Osijeka sjedišta Županije Osječko-baranjske, na međunarodnoj cestovnoj komunikaciji između Republike Mađarske i Osijeka.

## Stanovništvo
Po popisu stanovništva iz 2001. godine, općina Darda imala je 7062 stanovnika, raspoređenih u 4 naselja:
- Darda – 5394
- Mece – 840
- Švajcarnica – 231
- Uglješ – 597

### Nacionalni sastav, 2001.
- Hrvati – 3663 (51,87)
- Srbi – 2008 (28,43)
- Mađari – 581 (8,23)
- Romi – 210 (2,97)
- Rumunji – 119 (1,69)
- Nijemci – 52 (0,74)
- Bošnjaci – 21 (0,30)
- Crnogorci – 18 (0,25)
- Slovaci – 13 (0,18)
- Slovenci – 13 (0,18)
- Makedonci – 8 (0,11)
- Albanci – 7 (0,10)
- Česi – 1
- Rusini – 1
- ostali – 9 (0,13)
- neopredijeljeni – 328 (4,64)
- nepoznato – 10 (0,14)

| broj stanovnika | 2292  | 2358  | 2418  | 2723  | 2976  | 3451  | 3114  | 3841  | 4242  | 4523  | 5939  | 7920  | 8345  | 8685  | 7062  | 6908  | 5427  |
|                 | 1857. | 1869. | 1880. | 1890. | 1900. | 1910. | 1921. | 1931. | 1948. | 1953. | 1961. | 1971. | 1981. | 1991. | 2001. | 2011. | 2021. |

| broj stanovnika | 2292  | 2358  | 2418  | 2723  | 2679  | 3080  | 3114  | 3841  | 3615  | 3738  | 4916  | 6419  | 6460  | 6751  | 5394  | 5323  | 4151  |
|                 | 1857. | 1869. | 1880. | 1890. | 1900. | 1910. | 1921. | 1931. | 1948. | 1953. | 1961. | 1971. | 1981. | 1991. | 2001. | 2011. | 2021. |

## Povijest
Selo Darda prvi se put spominje u doba Rimskog Carstva, pod imenom Tarda. Nekoliko kilometara udaljena od Murse (danas Osijek) bila je na prolazu mnogim trgovcima koji su dolazili s prostora današnje Rusije, Srednje i Sjeverne Europe.
Tijekom Domovinskog rata u Dardi je ubijeno preko od 70 ljudi koji su ostali u tada okupiranom području
JNA i pobunjenici napali su Dardu 21. kolovoza. Malobrojni branitelji bili su 106. brigada ZNG i SJP Orao PU Osijek. Izdržali su jedan dan, a 22. kolovoza branitelji i civili morali su se povući. Mjesto je okupirano. JRZ je mitraljiralo po koloni hrvatskih civila koja se je povlačila ka Osijeku. Zrakoplov Galeb pogodio je kamion s prikolicom i ubio vozača koji je prevozio inventar poduzeća ITP Baranja.
Od 22. kolovoza 1991. godine Baranja se organizirano branila sve do 3. rujna 1991. godine kada je u obrani Bilja poginulo 11 hrvatskih branitelja – dragovoljaca Biljske satnije Zbora narodne garde Republike Hrvatske.

## Gospodarstvo
- Belje plus (prije PIK Belje, Belje)

## Poznate osobe
- Ivan Grnja (1948.), nogometaš i nogometni trener
- Adam Grubor (1928. – 1998.), pedagog
- Josip Mesarić (1955.), ekonomist[7]
- Đorđe (Đokica) Milaković (1925. – 2001.), glumac
- Ljupko Petrović (1947.), nogometni trener

## Spomenici i znamenitosti
U središtu Darde je dvorac stare mađarske obitelji Esterházyja, koja je uz dvorac posjedovala i crkvicu sv. Ivana Krstitelja. Pored dvorca tri su prekrasna jezera za kupanje. Središnje jezero zove se Đola.
U središtu se nalazi kip Feniksa, postavljen u čast poginulima u Domovinskome ratu.

## Odgoj i obrazovanje
Predškolski odgoj
U Dardi djeluje dječji vrtić "Radost", čiji je osnivač Općina Darda. Vrtić radi u četiri skupine i to jaslice "Ribice", mlađa "Leptirići", i dvije mješovite skupine "Pčelice" i "Ježići". U pedagoškoj godini 2009./2010. u vrtić je upisano 106 djece. Općina Darda odlučila se na povećanje kapaciteta vrtića dogradnjom postojećeg jer su trenutni kapaciteti premali. U vrtiću Radost provodi se kraći program učenja engleskog jezika za djecu starije dobne skupine, te njegovanja mađarskog jezika za djecu mađarske nacionalnosti.
Osnovnoškolsko obrazovanje
Općina Darda ima samo jednu školu, s tim da je u općinu Darda uključeno više sela: Mece, Uglješ i Švajcarnica. U Meci postoji područni školski odjel za učenike od prvog do četvrtog razreda, a učenici iz Uglješa idu u školu u obližnjem selu Jagodnjak. Djeca sa Švajcarnice polaze OŠ Darda. Osnovna škola Darda ima mnoga natjecanja tijekom godine i vrlo je uspješna u svom radu. Ravnatelj je Janoš Boni. Djeca imaju pravo ići besplatno i na strane jezike, a to su njemački, mađarski i srpski jezik.
Srednjoškolsko obrazovanje
Prije Domovinskog rata u Dardi je djelovala i srednja škola. Trenutno u Dardi djeluje područni odjel Druge srednje škole Beli Manastir.

## Kultura
- Etno zbirka Udruge numizmatičara filatelista i prijatelja starina Baranje[10][11]
- Likovna kolonija Đola

- Likovna kolonija Đola 2004.
- Likovna kolonija Đola 2005.
- Likovna kolonija Đola 2006.

- Tarda Fest, povijesni festival kulture i običaja iz otomanskog razdoblja[12][13]

## Religija
- Katolička Župa Rođenja Sv. Ivana Krstitelja[14]

- Crkva sv. Ivana Krstitelja, izgrađena 1718. godine, porušena u Domovinskom ratu i obnovljena 2006. godine
- Crkva sv. Josipa, izgrađena 2013. godine

- Pravoslavna crkva sv. arkanđela Mihajla, izgrađena 1777. godine[17]

## Šport
- Karate klub Shotokan Darda
- Športsko ribolovno društvo Amur-Darda
- Košarkaški klub Vros Darda
- Rukometni klub Darda
- Ženski rukometni klub Darda
- Nogometni klub Darda
- Kuglački klub Darda
- Hrvatski nogometni klub Radnički Mece
- Športsko ribolovno društvo "Bjelica" Mece

## Vanjske poveznice
Mrežna mjesta
- Službene stranice Općine Darda
- Darda Hrvatska enciklopedija
- Službene stranice Dobrovoljnog vatrogasnog Društva Darda  Arhivirana inačica izvorne stranice od 19. svibnja 2011. (Wayback Machine)
- Udruga numizmatičara filatelista i prijatelja starina Baranje